# Пьовера
Пьовера (итал. Piovera) — коммуна в Италии, располагается в регионе Пьемонт, в провинции Алессандрия.
Население составляет 789 человек (2008 г.), плотность населения составляет 50 чел./км². Занимает площадь 16 км². Почтовый индекс — 15040. Телефонный код — 0131.
Покровителем коммуны почитается святой архангел Михаил, празднование 29 сентября.

## Демография
Динамика населения:

## Администрация коммуны
- Официальный сайт: